# なるしまゆり
なるしま ゆり（9月3日 - ） は、日本の漫画家。血液型はB型。
性別を問わずファンを持ち（同人活動を同名義で行っているため、結果的には女性ファンの方が多い）、作品の掲載雑誌も少女誌から青年誌までと幅広い。作風は独自の思想・哲学を内包し、魅力的なキャラクターを通じて確固たる姿勢をデビューから一貫している。
高河ゆんと親交が厚く、作品のあとがき中などにしばしば登場する（『LOVELESS』など）。

## 作品リスト

### 単行本
- REPLICA MASTER（全1巻、新書館 WingsComics）
- 原獣文書（全10巻、新書館 WingsComics）
- 少年魔法士（全19巻、新書館 WingsComics）
- 超次元遊廓 花天楼（全1巻、ビブロス ゼロコミックス）
- 不死者あぎと（全5巻、集英社、ヤングジャンプコミックス）
- プラネット・ラダー（全7巻、集英社、クリムゾンコミックス）
- 鉄壱智（全10巻、IDコミックス ZERO-SUMコミックス）
- （少年怪奇シリーズ1）隣の町で死んだひと（角川書店、あすかコミックス）
- （少年怪奇シリーズ2）終電時刻（角川書店、あすかコミックス）
- （少年怪奇シリーズ3）仔鹿狩り（角川書店、あすかコミックス）
  - 少年怪奇劇場（上下巻、角川書店、あすかコミックス）新装版
- （少年怪奇シリーズ）非怪奇前線（角川書店、あすかコミックス）
- 薄荷廃園の主人と執事。（角川書店、あすかコミックスDX）
- ライトノベル（全4巻、講談社、アリアコミックス）
- BALLAD〜バラッド〜（全2巻、一迅社、ZERO-SUMコミックス）
- ぼくと美しき弁護士の冒険（全3巻、講談社）
- ネオ寄生獣f（全1巻、講談社）
- まれびと親指姫（『ウィングス』2021年10月号[1] - 2024年6月号[2]、全3巻）

### 単行本未収録
- レプリカマスター外伝・複製パピヨン（『サウス』1999年12月号）
- 少年魔法士外伝・制服のデリラ（『ウィングス』2000年12月号 - 2001年2月号）
- 少年魔法士フレアスタックス（『ウィングス』2024年12月号[3] - ）

### イラスト
- 神の子ジェノス シリーズ（著：田中啓文）
- 聴罪師アドリアン シリーズ（著：吉田縁）
- ここは魔法少年育成センター　シリーズ（著：久美沙織） - 単行本・文庫本ともに新規絵
- デーモン・キラー　シリーズ（著：尾崎朱鷺緒）
- 休み時間の魔術師（著：麻城ゆう）
- 美しいキラル シリーズ（著：前田珠子）
- デッドリー・デッドエンド（著：五百香ノエル）

### その他
- マンガ家と作る背景写真集1（監修）